# 議政官
議政官（ぎせいかん）とは、明治初期に設置された日本の立法府である。議定・参与からなる上局と参事・貢士からなる下局からなる二院制がとられた。

## 沿革
慶応4年閏4月21日（1868年6月11日）に政体書を布告。職制をそれまでの三職制から、太政官の下に七官両局へ改めて、議政官をそれまでの議事所に代わる、立法権を有する組織として設置。
同年5月24日、下局を構成する貢士の出仕所として貢士対策所を京都府菊亭家邸宅内に設置し、毎月5日・15日・25日を「貢士対策日」として出仕させ、政府からの諮問（）を受けて政策を協議した。8月1日、対策日を取りやめて必要に応じて諮問するとともに、随時文書による建白を認めた。
また、政体書では議政官と行政官の兼職を原則禁止していたものの、実際には上局を構成する議定・参与の多くが行政官を兼任していたことから、同年9月19日（1868年11月2日）、議政官上局を廃止するとともに議会制度を調査するため議事体裁取調所を設置する。
明治2年3月7日（1869年）、議政官下局に代わり公議所を設置した。同年5月13日、正式に議政官を廃止した。

## 権能
政体創立、法律制定、条約締結など。下局は上局の指導に基づき、租税・駅逓・造幣・度量衡・条約・通商・拓彊・宣戦講和・警察・軍事・各藩間の訴訟を管轄した。

## 参考資料
- 藤井新一「明治初年に於ける議会政治」『法学論集』 1, 5-27, 1964年（昭和39年）11月1日、駒澤大学、NAID 110000213095
  - 「明治初年に於ける議会政治論」『法学論集1』 p.5 - 27, 1964年（昭和39年）、駒澤大学法学会、NCID AN00224683
- 帝国議会の貴族院 -大日本帝国憲法下の二院制の構造と機能-
- 明治憲法と日本国憲法に関する基礎的資料  - 衆議院憲法調査会事務局